# Isybau
ISYBAU war ein Gemeinschaftsvorhaben des Bundes und der Länder, das Ende der 1980er und Anfang der 1990er Jahre der dv-technischen Ausstattung der Ingenieurarbeitsplätze der Bauverwaltungen diente. Der Begriff ISYBAU leitet sich aus „Integriertes DV-System-Bauwesen“ ab. 
Aus dem ISYBAU-Projekt sind u. a. für die Planung, den Bau und Betrieb von Abwasseranlagen in Liegenschaften des Bundes die ISYBAU-Austauschformate Abwasser und die ISYBAU-Zustandsbewertung hervorgegangen, die nach der Einstellung des ISYBAU-Projektes in einem umfassenden Konzept in den Arbeitshilfen Abwasser eingegliedert wurden.
ISYBAU ist ein spaltenorientiertes Austauschformat in Textform. Mit diesem Austauschformat soll der DV-Datenfluss zwischen den an der Bearbeitung von Bauvorhaben beteiligten Partnern bereichsübergreifend realisiert werden.